# 1988 RY5
1988 RY5 är en asteroid i huvudbältet som upptäcktes den 3 september 1988 av den belgiske astronomen Henri Debehogne vid La Silla-observatoriet.
Asteroiden har en diameter på ungefär 6 kilometer och den tillhör asteroidgruppen Koronis.